# Paul Nipkow

Nipkov disk

Paul Julius Gottlieb Nipkow (n. 22 august 1860, Lębork, Provincia Pomerania, Regatul Prusiei – d. 24 august 1940, Berlin, Germania Nazistă) a fost un tehnician și inventator german. El a inventat discul Nipkow, una dintre primele tehnologii de succes pentru transmisia de televiziune. Sute de posturi au experimentat difuzarea semnalelor de televiziune folosind sistemul lui Nipkow în anii 1920 și 1930, până când acesta a fost înlocuit de către sistemele complet electronice în 1940.

## Începuturi
Nipkow s-a născut în Lauenburg (astăzi Lębork) în provincia prusacă Pomerania, care face parte acum din Polonia. În timp ce era elev la școala din localitatea învecinată Neustadt (astăzi Wejherowo) din provincia Prusia de Vest, Nipkow a realizat experimente legate de telefonie și de transmisia imaginilor în mișcare. După absolvire, a plecat la Berlin pentru a studia științele fizice. A studiat optica fiziologică cu Hermann von Helmholtz și electrofizica cu Adolf Slaby.

## Discul Nipkow

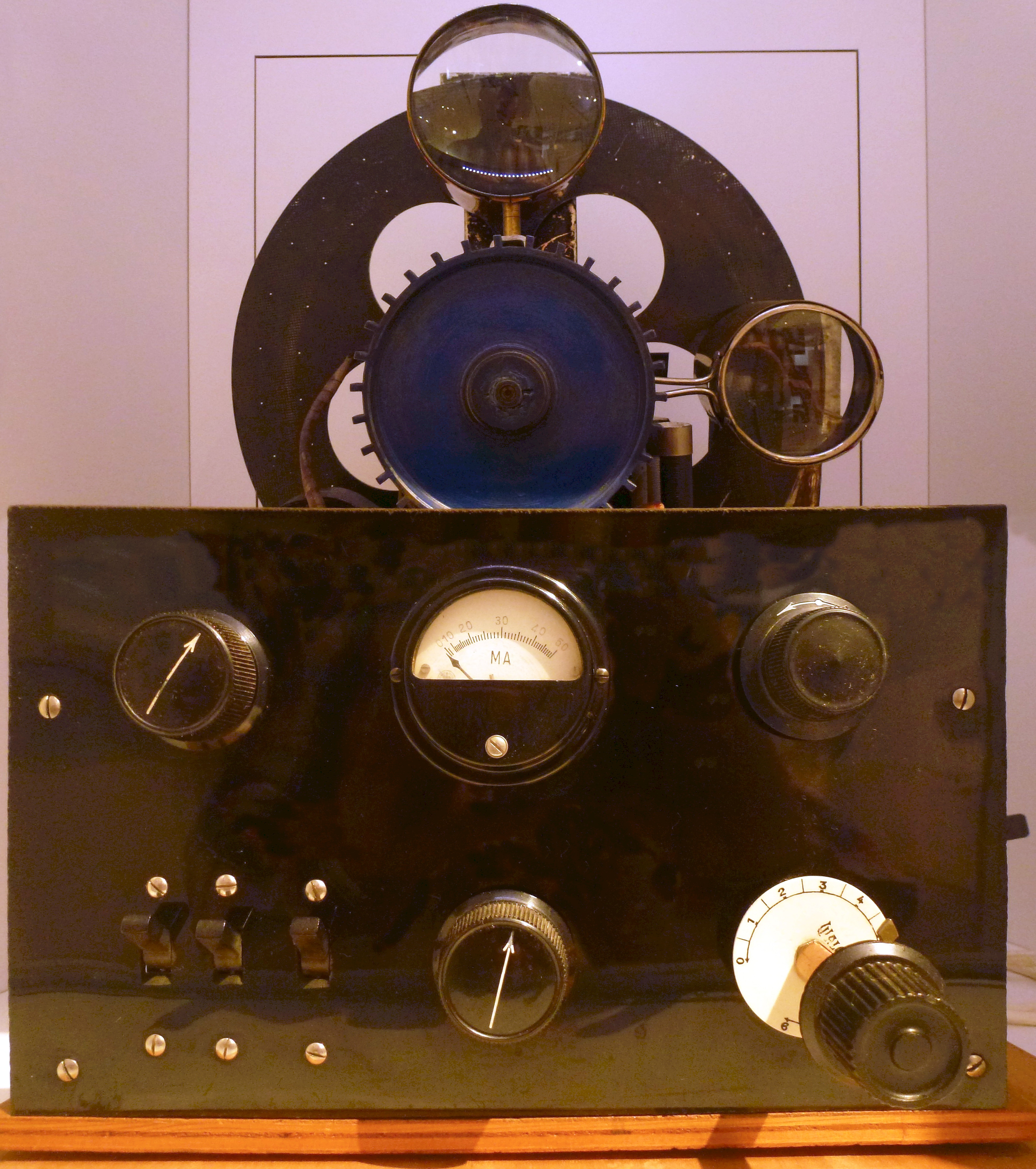
Un receptor de televiziune, folosind un disc Nipkow în Tekniska museet, Stockholm.

În timp ce era încă student, el a conceput ideea de a folosi un disc rotativ perforat în spirală (discul Nipkow) pentru a diviza o imagine într-un mozaic de puncte și linii. Această idee i-a venit în timp ce stătea singur acasă cu o lampă de petrol în Ajunul Crăciunului din anul 1883. Alexander Bain transmisese deja imagini prin telegraf în 1840, dar discul Nipkow a îmbunătățit procesul de codare. 
S-a adresat oficiului imperial de brevete din Berlin pentru a solicita un brevet cu privire la un telescop electric pentru reproducerea electrică a obiectelor luminoase, în categoria "aparate electrice". Brevetul i-a fost acordat pe 15 ianuarie 1885, retroactiv de la data de 6 ianuarie 1884. Nu se știe dacă Nipkow a mai încercat vreodată realizarea practică a acestui disc, dar se poate presupune că el nu a construit niciodată unul. Brevetul a expirat după 15 ani din cauza lipsei de interes. Nipkow a ocupat o poziție de inginer proiectant la un institut din Berlin-Buchloh și nu a mai continuat să lucreze la difuzarea de imagini.

## Primele sisteme de televiziune
Primele transmisii de televiziune au folosit o metodă de scanare a imaginii mecanico-optică, metodă la a cărei realizare contribuise și Nipkow cu discul său; el putea solicita o recunoaștere a meritului său la realizarea invenției. Nipkow a relatat prima vizionare a unei transmisii de televiziune la o emisiune radiofonică din Berlin în 1928: "televizoarele se aflau în încăperi întunecoase. Sute de persoane ședeau și așteptau răbdătoare momentul în care vor vedea pentru prima dată o transmisie de televiziune. Am așteptat printre ei, tot mai nervos. Acum, pentru prima dată urma să văd ceea ce concepusem acum 45 de ani. În cele din urmă am ajuns la rând; o pânză de culoare închisă a fost dată la o parte și am văzut în fața mea o imagine ce pâlpâia, nu prea ușor de deslușit." Sistemul experimentat a provenit de la compania de televiziune Baird a lui John Logie Baird.
Din 1936, atunci când nou înființatul BBC Television Service a ales-o în locul sistemului mecanic al lui Baird, scanarea complet electronică a imaginii, bazată pe munca lui Manfred von Ardenne și pe iconoscopul inventat de Vladimir Zworykin, a devenit din ce în ce mai răspândită și invenția lui Nipkow nu a mai fost esențială pentru dezvoltarea mai departe a transmisiei de televiziune.

## Transmițătorul Paul Nipkow
Primul post de televiziune public din Germania, care a început să funcționeze la Berlin, în 1935, a fost numit Fernsehsender Paul Nipkow după Paul Nipkow - "părintele spiritual" al elementului de bază al primei generații a tehnologiei de transmisie televizată. El a devenit președinte de onoare al "consiliului televiziunii" de la "Imperial Broadcasting Chamber". Nipkow a murit în Berlin.
În unul dintre ultimele episoade ale serialului britanic de spionaj Secret Army, Nipkow este creditat ca fiind singurul inventator al televiziunii prin Standartenfuhrer Kessler, deoarece el ar fi conceput circuitul de camere video de supraveghere cu circuit închis pe care l-a instalat la sediul Gestapo-ului de la Bruxelles.